# Cambessedesia gracilis
Cambessedesia gracilis är en tvåhjärtbladig växtart som beskrevs av John Julius Wurdack. Cambessedesia gracilis ingår i släktet Cambessedesia och familjen Melastomataceae. Inga underarter finns listade i Catalogue of Life.